# Robert Markotić
Robert Markotić (Đakovo, 7. ožujka 1990.), hrvatski reprezentativni rukometaš
Igrač Nexea i bjeloruskog Mješkova iz Bresta, norveškog Arendala i izraelskog Maccabi Srugo Rishon Leziona.
S mladom reprezentacijom 2009. osvojio je zlato na svjetskom prvenstvu.  Hrvatska mlada reprezentacija za taj uspjeh dobila je Nagradu Dražen Petrović.
Zbog prejake konkurencije u seniorskoj reprezentaciji nikad nije imao priliku ući u prvu postavu A reprezentacije.